# Enchelyopus cimbrius
Чотирьохбородий роклінг або чотирибородий качель (Enchelyopus cimbrius) — риба виду миневих, що мешкає в північній частині Атлантичного океану. Доросла особина досягає до 41 см в довжину. Має незначне значення в промисловому рибальстві.

## Опис
Чотирьохбородий роклінг — це довга струнка риба, названа за чотири вусики, один з яких знаходиться на підборідді, а інші — на рилі. Вентиляційний отвір знаходиться посередині тіла, а за ним тіло стиснуте з боків. Передній спинний плавець має один видатний довгий промінь, а в іншому короткий і низький. Задній спинний плавець дуже довгий має рівну висоту. Анальний плавник також довгий, а черевні плавники розташовані перед грудними. Хвостовий квітконос дуже короткий, а хвостовий плавець округлий. Шкіра слизька, а лусочки важко побачити. Спинна поверхня, як правило, коричнева, іноді з нерівними темними плямами на задньому кінці. Боки і черево сріблясто-сірі. Плавці мають блакитний колір із темнішими задніми краями спинного, анального та хвостового плавців. Розмір цієї риби зазвичай становить від 20 до 30 см, максимальна довжина 41 см.

## Поширення і ареал
Чотирьохбородий роклінг зустрічається в північно-західній частині Атлантичного океану від північної частини Мексиканської затоки до Ньюфаундленду та західної Гренландії, а також у північно-східній частині Атлантичного океану від Біскайської затоки до Ісландії та Баренцового моря, західній частині Балтійського моря та іноді у Фінській затоці. У Балтійському морі він став видом близьким до загрози зникнення.
Навесні мігрує від берега, восени — до берега. Діапазон глибин перебування становить від 20 до 500 м.

## Біологія
Чотирьохбородий роклінг — донна риба, яка харчується ракоподібними, поліхетами, молюсками та іншими безхребетними. Зазвичай розмножується між лютим і серпнем, випускаючи ікру в глибоку воду, після чого ікра спливає на поверхню.